# Distanciômetro
Um distanciômetro (br.) ou distanciómetro (pt.) é um instrumento destinado a medir distâncias inclinadas, ou seja, distanciometria. Deve ser acoplado a um teodolito, que mede o ângulo vertical, para possibilitar calcular a distância horizontal e a distância vertical. É muito utilizado por profissionais da área da Geomensura e da Topografia. Com avanços da tecnologia, este aparelho vem se popularizando atualmente, como no caso da trena a laser [en].